# Critérium du Dauphiné 2024
Critérium du Dauphiné 2024 er den 76. udgave af det franske etapeløb Critérium du Dauphiné. Cykelløbets otte etaper har en samlet distance på 1.187,6 km, og bliver kørt fra 2. juni med start i Saint-Pourçain-sur-Sioule til 9. juni 2024 hvor der er mål i Plateau des Glières. Løbet er 23. arrangement på UCI World Tour 2024.

## Etaperne
| Etape    | Dato    | Start – Mål                                           | type              | Afstand (km) | Elevation (m) | Etapevinder              | Førende rytter  |
| -------- | ------- | ----------------------------------------------------- | ----------------- | ------------ | ------------- | ------------------------ | --------------- |
| 1. etape | 2. jun. | Saint-Pourçain-sur-Sioule – Saint-Pourçain-sur-Sioule | kuperet etape     | 172,5        | 1.891 m       | Mads Pedersen            | Mads Pedersen   |
| 2. etape | 3. jun. | Gannat – Col de la Loge                               | bjergetape        | 142          | 2.499 m       | Magnus Cort              | Magnus Cort     |
| 3. etape | 4. jun. | Celles-sur-Durolle – Les Estables                     | middel bjergetape | 181,7        | 2.831 m       | Derek Gee                | Derek Gee       |
| 4. etape | 5. jun. | Saint-Germain-Laval – Neulise                         | enkeltstart       | 34,4         | 427 m         | Remco Evenepoel          | Remco Evenepoel |
| 5. etape | 6. jun. | Amplepuis – Saint-Priest                              | kuperet etape     | 167          | 2.306 m       | neutralisering af etapen | Remco Evenepoel |
| 6. etape | 7. jun. | Hauterives – Le Collet d'Allevard                     | bjergetape        | 174,1        | 3.439 m       | Primož Roglič            | Primož Roglič   |
| 7. etape | 8. jun. | Albertville – Samoëns 1600                            | bjergetape        | 155,3        | 4.316 m       | Primož Roglič            | Primož Roglič   |
| 8. etape | 9. jun. | Thônes – Plateau des Glières                          | bjergetape        | 160,6        | 3.751 m       | Carlos Rodríguez         | Primož Roglič   |

### 1. etape
| Saint-Pourçain-sur-Sioule - Saint-Pourçain-sur-Sioule | kuperet etape | (172,5 km) |

| \| Etaperesultat \| Etaperesultat \| Etaperesultat \| Etaperesultat \| Etaperesultat \| \| Rytter \| Rytter \| Hold \| Tid \| \| \| ------------- \| ------------------- \| -------------------------- \| ------------- \| ------------- \| \| 1. \| Mads Pedersen \| Lidl-Trek \| 4t 01' 30" \| \| \| 2. \| Sam Bennett \| Decathlon-AG2R La Mondiale \| + 0" \| \| \| 3. \| Hugo Page \| Intermarché-Wanty \| + 0" \| \| \| 4. \| Clément Venturini \| Arkéa-B&B Hotels \| + 0" \| \| \| 5. \| Owain Doull \| EF Education-EasyPost \| + 0" \| \| \| 6. \| Michele Gazzoli \| Astana Qazaqstan Team \| + 0" \| \| \| 7. \| Iván García Cortina \| Movistar Team \| + 0" \| \| \| 8. \| Fred Wright \| Bahrain Victorious \| + 0" \| \| \| 9. \| Clément Russo \| Groupama-FDJ \| + 0" \| \| \| 10. \| Magnus Cort \| Uno-X Mobility \| + 0" \| \| |                     |                            |            |
| |                     |                            |            |
| Kilde: ProCyclingStats |                     |                            |            |
| Etaperesultat |                     |                            |            |
| Rytter | Rytter              | Hold                       | Tid        |
| 1. | Mads Pedersen       | Lidl-Trek                  | 4t 01' 30" |
| 2. | Sam Bennett         | Decathlon-AG2R La Mondiale | + 0"       |
| 3. | Hugo Page           | Intermarché-Wanty          | + 0"       |
| 4. | Clément Venturini   | Arkéa-B&B Hotels           | + 0"       |
| 5. | Owain Doull         | EF Education-EasyPost      | + 0"       |
| 6. | Michele Gazzoli     | Astana Qazaqstan Team      | + 0"       |
| 7. | Iván García Cortina | Movistar Team              | + 0"       |
| 8. | Fred Wright         | Bahrain Victorious         | + 0"       |
| 9. | Clément Russo       | Groupama-FDJ               | + 0"       |
| 10. | Magnus Cort         | Uno-X Mobility             | + 0"       |

| \| Samlede stilling \| Samlede stilling \| Samlede stilling \| Samlede stilling \| Samlede stilling \| \| Rytter \| Rytter \| Hold \| Tid \| \| \| ---------------- \| ------------------- \| -------------------------- \| ---------------- \| ---------------- \| \| 1. \| Mads Pedersen \| Lidl-Trek \| 4t 01' 20" \| \| \| 2. \| Sam Bennett \| Decathlon-AG2R La Mondiale \| + 4" \| \| \| 3. \| Hugo Page \| Intermarché-Wanty \| + 6" \| \| \| 4. \| Mathis Le Berre \| Arkéa-B&B Hotels \| + 7" \| \| \| 5. \| Mark Donovan \| Q36.5 Pro Cycling Team \| + 8" \| \| \| 6. \| Casper Pedersen \| Soudal Quick-Step \| + 9" \| \| \| 7. \| Clément Venturini \| Arkéa-B&B Hotels \| + 10" \| \| \| 8. \| Owain Doull \| EF Education-EasyPost \| + 10" \| \| \| 9. \| Michele Gazzoli \| Astana Qazaqstan Team \| + 10" \| \| \| 10. \| Iván García Cortina \| Movistar Team \| + 10" \| \| |                     |                            |            |
| |                     |                            |            |
| Kilde: ProCyclingStats |                     |                            |            |
| Samlede stilling |                     |                            |            |
| Rytter | Rytter              | Hold                       | Tid        |
| 1. | Mads Pedersen       | Lidl-Trek                  | 4t 01' 20" |
| 2. | Sam Bennett         | Decathlon-AG2R La Mondiale | + 4"       |
| 3. | Hugo Page           | Intermarché-Wanty          | + 6"       |
| 4. | Mathis Le Berre     | Arkéa-B&B Hotels           | + 7"       |
| 5. | Mark Donovan        | Q36.5 Pro Cycling Team     | + 8"       |
| 6. | Casper Pedersen     | Soudal Quick-Step          | + 9"       |
| 7. | Clément Venturini   | Arkéa-B&B Hotels           | + 10"      |
| 8. | Owain Doull         | EF Education-EasyPost      | + 10"      |
| 9. | Michele Gazzoli     | Astana Qazaqstan Team      | + 10"      |
| 10. | Iván García Cortina | Movistar Team              | + 10"      |

### 2. etape
| Gannat - Col de la Loge | bjergetape | (142 km) |

| \| Etaperesultat \| Etaperesultat \| Etaperesultat \| Etaperesultat \| Etaperesultat \| \| Rytter \| Rytter \| Hold \| Tid \| \| \| ------------- \| ------------------- \| -------------------------- \| ------------- \| ------------- \| \| 1. \| Magnus Cort \| Uno-X Mobility \| 3t 21' 42" \| \| \| 2. \| Primož Roglič \| Bora-Hansgrohe \| + 0" \| \| \| 3. \| Matteo Jorgenson \| Team Visma \\| Lease a Bike \| + 0" \| \| \| 4. \| Giulio Ciccone \| Lidl-Trek \| + 0" \| \| \| 5. \| Oier Lazkano \| Movistar Team \| + 0" \| \| \| 6. \| Dylan Teuns \| Israel-Premier Tech \| + 0" \| \| \| 7. \| Lukas Nerurkar \| EF Education-EasyPost \| + 0" \| \| \| 8. \| Clément Champoussin \| Arkéa-B&B Hotels \| + 0" \| \| \| 9. \| Romain Grégoire \| Groupama-FDJ \| + 0" \| \| \| 10. \| Guillaume Martin \| Cofidis \| + 0" \| \| |                     |                            |            |
| |                     |                            |            |
| Kilder: ProCyclingStats Cycling Quotient |                     |                            |            |
| Etaperesultat |                     |                            |            |
| Rytter | Rytter              | Hold                       | Tid        |
| 1. | Magnus Cort         | Uno-X Mobility             | 3t 21' 42" |
| 2. | Primož Roglič       | Bora-Hansgrohe             | + 0"       |
| 3. | Matteo Jorgenson    | Team Visma \| Lease a Bike | + 0"       |
| 4. | Giulio Ciccone      | Lidl-Trek                  | + 0"       |
| 5. | Oier Lazkano        | Movistar Team              | + 0"       |
| 6. | Dylan Teuns         | Israel-Premier Tech        | + 0"       |
| 7. | Lukas Nerurkar      | EF Education-EasyPost      | + 0"       |
| 8. | Clément Champoussin | Arkéa-B&B Hotels           | + 0"       |
| 9. | Romain Grégoire     | Groupama-FDJ               | + 0"       |
| 10. | Guillaume Martin    | Cofidis                    | + 0"       |

| \| Samlede stilling \| Samlede stilling \| Samlede stilling \| Samlede stilling \| Samlede stilling \| \| Rytter \| Rytter \| Hold \| Tid \| \| \| ---------------- \| ------------------- \| -------------------------- \| ---------------- \| ---------------- \| \| 1. \| Magnus Cort \| Uno-X Mobility \| 7t 23' 02" \| \| \| 2. \| Primož Roglič \| Bora-Hansgrohe \| + 4" \| \| \| 3. \| Matteo Jorgenson \| Team Visma \\| Lease a Bike \| + 6" \| \| \| 4. \| Bruno Armirail \| Decathlon-AG2R La Mondiale \| + 8" \| \| \| 5. \| Clément Champoussin \| Arkéa-B&B Hotels \| + 10" \| \| \| 6. \| Derek Gee \| Israel-Premier Tech \| + 10" \| \| \| 7. \| Oier Lazkano \| Movistar Team \| + 10" \| \| \| 8. \| Krists Neilands \| Israel-Premier Tech \| + 10" \| \| \| 9. \| Juan Ayuso \| UAE Team Emirates \| + 10" \| \| \| 10. \| Jack Haig \| Bahrain Victorious \| + 10" \| \| |                     |                            |            |
| |                     |                            |            |
| Kilder: ProCyclingStats Cycling Quotient |                     |                            |            |
| Samlede stilling |                     |                            |            |
| Rytter | Rytter              | Hold                       | Tid        |
| 1. | Magnus Cort         | Uno-X Mobility             | 7t 23' 02" |
| 2. | Primož Roglič       | Bora-Hansgrohe             | + 4"       |
| 3. | Matteo Jorgenson    | Team Visma \| Lease a Bike | + 6"       |
| 4. | Bruno Armirail      | Decathlon-AG2R La Mondiale | + 8"       |
| 5. | Clément Champoussin | Arkéa-B&B Hotels           | + 10"      |
| 6. | Derek Gee           | Israel-Premier Tech        | + 10"      |
| 7. | Oier Lazkano        | Movistar Team              | + 10"      |
| 8. | Krists Neilands     | Israel-Premier Tech        | + 10"      |
| 9. | Juan Ayuso          | UAE Team Emirates          | + 10"      |
| 10. | Jack Haig           | Bahrain Victorious         | + 10"      |

### 3. etape
- Udbruddet før Beaux.
- Feltet.
- Derek Gee sejr.

| Celles-sur-Durolle - Les Estables | middel bjergetape | (181,7 km) |

| \| Etaperesultat \| Etaperesultat \| Etaperesultat \| Etaperesultat \| Etaperesultat \| \| Rytter \| Rytter \| Hold \| Tid \| \| \| ------------- \| ------------------- \| -------------------------- \| ------------- \| ------------- \| \| 1. \| Derek Gee \| Israel-Premier Tech \| 4t 22' 18" \| \| \| 2. \| Romain Grégoire \| Groupama-FDJ \| + 0" \| \| \| 3. \| Lukas Nerurkar \| EF Education-EasyPost \| + 3" \| \| \| 4. \| Giulio Ciccone \| Lidl-Trek \| + 3" \| \| \| 5. \| Harold Tejada \| Astana Qazaqstan Team \| + 3" \| \| \| 6. \| Santiago Buitrago \| Bahrain Victorious \| + 3" \| \| \| 7. \| Aleksandr Vlasov \| Bora-Hansgrohe \| + 3" \| \| \| 8. \| Clément Champoussin \| Arkéa-B&B Hotels \| + 3" \| \| \| 9. \| Matteo Jorgenson \| Team Visma \\| Lease a Bike \| + 3" \| \| \| 10. \| Primož Roglič \| Bora-Hansgrohe \| + 3" \| \| |                     |                            |            |
| |                     |                            |            |
| Kilder: ProCyclingStats Cycling Quotient |                     |                            |            |
| Etaperesultat |                     |                            |            |
| Rytter | Rytter              | Hold                       | Tid        |
| 1. | Derek Gee           | Israel-Premier Tech        | 4t 22' 18" |
| 2. | Romain Grégoire     | Groupama-FDJ               | + 0"       |
| 3. | Lukas Nerurkar      | EF Education-EasyPost      | + 3"       |
| 4. | Giulio Ciccone      | Lidl-Trek                  | + 3"       |
| 5. | Harold Tejada       | Astana Qazaqstan Team      | + 3"       |
| 6. | Santiago Buitrago   | Bahrain Victorious         | + 3"       |
| 7. | Aleksandr Vlasov    | Bora-Hansgrohe             | + 3"       |
| 8. | Clément Champoussin | Arkéa-B&B Hotels           | + 3"       |
| 9. | Matteo Jorgenson    | Team Visma \| Lease a Bike | + 3"       |
| 10. | Primož Roglič       | Bora-Hansgrohe             | + 3"       |

| \| Samlede stilling \| Samlede stilling \| Samlede stilling \| Samlede stilling \| Samlede stilling \| \| Rytter \| Rytter \| Hold \| Tid \| \| \| ---------------- \| ------------------- \| -------------------------- \| ---------------- \| ---------------- \| \| 1. \| Derek Gee \| Israel-Premier Tech \| 11t 45' 20" \| \| \| 2. \| Magnus Cort \| Uno-X Mobility \| + 3" \| \| \| 3. \| Romain Grégoire \| Groupama-FDJ \| + 4" \| \| \| 4. \| Primož Roglič \| Bora-Hansgrohe \| + 7" \| \| \| 5. \| Matteo Jorgenson \| Team Visma \\| Lease a Bike \| + 9" \| \| \| 6. \| Lukas Nerurkar \| EF Education-EasyPost \| + 9" \| \| \| 7. \| Bruno Armirail \| Decathlon-AG2R La Mondiale \| + 11" \| \| \| 8. \| Clément Champoussin \| Arkéa-B&B Hotels \| + 13" \| \| \| 9. \| Giulio Ciccone \| Lidl-Trek \| + 13" \| \| \| 10. \| Carlos Rodríguez \| Ineos Grenadiers \| + 13" \| \| |                     |                            |             |
| |                     |                            |             |
| Kilder: ProCyclingStats Cycling Quotient |                     |                            |             |
| Samlede stilling |                     |                            |             |
| Rytter | Rytter              | Hold                       | Tid         |
| 1. | Derek Gee           | Israel-Premier Tech        | 11t 45' 20" |
| 2. | Magnus Cort         | Uno-X Mobility             | + 3"        |
| 3. | Romain Grégoire     | Groupama-FDJ               | + 4"        |
| 4. | Primož Roglič       | Bora-Hansgrohe             | + 7"        |
| 5. | Matteo Jorgenson    | Team Visma \| Lease a Bike | + 9"        |
| 6. | Lukas Nerurkar      | EF Education-EasyPost      | + 9"        |
| 7. | Bruno Armirail      | Decathlon-AG2R La Mondiale | + 11"       |
| 8. | Clément Champoussin | Arkéa-B&B Hotels           | + 13"       |
| 9. | Giulio Ciccone      | Lidl-Trek                  | + 13"       |
| 10. | Carlos Rodríguez    | Ineos Grenadiers           | + 13"       |

### 4. etape
| Saint-Germain-Laval - Neulise | enkeltstart | (34,4 km) |

| \| Etaperesultat \| Etaperesultat \| Etaperesultat \| Etaperesultat \| Etaperesultat \| \| Rytter \| Rytter \| Hold \| Tid \| \| \| ------------- \| ------------------ \| -------------------------- \| ------------- \| ------------- \| \| 1. \| Remco Evenepoel \| Soudal Quick-Step \| 41' 49" \| \| \| 2. \| Joshua Tarling \| Ineos Grenadiers \| + 17" \| \| \| 3. \| Primož Roglič \| Bora-Hansgrohe \| + 39" \| \| \| 4. \| Matteo Jorgenson \| Team Visma \\| Lease a Bike \| + 1' 07" \| \| \| 5. \| Oier Lazkano \| Movistar Team \| + 1' 21" \| \| \| 6. \| Derek Gee \| Israel-Premier Tech \| + 1' 24" \| \| \| 7. \| Neilson Powless \| EF Education-EasyPost \| + 1' 24" \| \| \| 8. \| Bruno Armirail \| Decathlon-AG2R La Mondiale \| + 1' 26" \| \| \| 9. \| Juan Ayuso \| UAE Team Emirates \| + 1' 27" \| \| \| 10. \| Tao Geoghegan Hart \| Lidl-Trek \| + 1' 38" \| \| |                    |                            |          |
| |                    |                            |          |
| Kilder: ProCyclingStats Cycling Quotient |                    |                            |          |
| Etaperesultat |                    |                            |          |
| Rytter | Rytter             | Hold                       | Tid      |
| 1. | Remco Evenepoel    | Soudal Quick-Step          | 41' 49"  |
| 2. | Joshua Tarling     | Ineos Grenadiers           | + 17"    |
| 3. | Primož Roglič      | Bora-Hansgrohe             | + 39"    |
| 4. | Matteo Jorgenson   | Team Visma \| Lease a Bike | + 1' 07" |
| 5. | Oier Lazkano       | Movistar Team              | + 1' 21" |
| 6. | Derek Gee          | Israel-Premier Tech        | + 1' 24" |
| 7. | Neilson Powless    | EF Education-EasyPost      | + 1' 24" |
| 8. | Bruno Armirail     | Decathlon-AG2R La Mondiale | + 1' 26" |
| 9. | Juan Ayuso         | UAE Team Emirates          | + 1' 27" |
| 10. | Tao Geoghegan Hart | Lidl-Trek                  | + 1' 38" |

| \| Samlede stilling \| Samlede stilling \| Samlede stilling \| Samlede stilling \| Samlede stilling \| \| Rytter \| Rytter \| Hold \| Tid \| \| \| ---------------- \| ------------------ \| -------------------------- \| ---------------- \| ---------------- \| \| 1. \| Remco Evenepoel \| Soudal Quick-Step \| 12t 27' 22" \| \| \| 2. \| Primož Roglič \| Bora-Hansgrohe \| + 33" \| \| \| 3. \| Matteo Jorgenson \| Team Visma \\| Lease a Bike \| + 1' 04" \| \| \| 4. \| Derek Gee \| Israel-Premier Tech \| + 1' 11" \| \| \| 5. \| Oier Lazkano \| Movistar Team \| + 1' 21" \| \| \| 6. \| Bruno Armirail \| Decathlon-AG2R La Mondiale \| + 1' 25" \| \| \| 7. \| Neilson Powless \| EF Education-EasyPost \| + 1' 25" \| \| \| 8. \| Juan Ayuso \| UAE Team Emirates \| + 1' 27" \| \| \| 9. \| Tao Geoghegan Hart \| Lidl-Trek \| + 1' 39" \| \| \| 10. \| Carlos Rodríguez \| Ineos Grenadiers \| + 1' 41" \| \| |                    |                            |             |
| |                    |                            |             |
| Kilder: ProCyclingStats Cycling Quotient |                    |                            |             |
| Samlede stilling |                    |                            |             |
| Rytter | Rytter             | Hold                       | Tid         |
| 1. | Remco Evenepoel    | Soudal Quick-Step          | 12t 27' 22" |
| 2. | Primož Roglič      | Bora-Hansgrohe             | + 33"       |
| 3. | Matteo Jorgenson   | Team Visma \| Lease a Bike | + 1' 04"    |
| 4. | Derek Gee          | Israel-Premier Tech        | + 1' 11"    |
| 5. | Oier Lazkano       | Movistar Team              | + 1' 21"    |
| 6. | Bruno Armirail     | Decathlon-AG2R La Mondiale | + 1' 25"    |
| 7. | Neilson Powless    | EF Education-EasyPost      | + 1' 25"    |
| 8. | Juan Ayuso         | UAE Team Emirates          | + 1' 27"    |
| 9. | Tao Geoghegan Hart | Lidl-Trek                  | + 1' 39"    |
| 10. | Carlos Rodríguez   | Ineos Grenadiers           | + 1' 41"    |

### 5. etape
| Amplepuis - Saint-Priest | kuperet etape | (167 km) |

| \| Etaperesultat \| Etaperesultat \| Etaperesultat \| Etaperesultat \| Etaperesultat \| \| Rytter \| Rytter \| Hold \| Tid \| \| \| ------------- \| ------------- \| ------------- \| ------------- \| ------------- \| |        |      |     |
| |        |      |     |
| Kilder: ProCyclingStats Cycling Quotient |        |      |     |
| Etaperesultat |        |      |     |
| Rytter | Rytter | Hold | Tid |

| \| Samlede stilling \| Samlede stilling \| Samlede stilling \| Samlede stilling \| Samlede stilling \| \| Rytter \| Rytter \| Hold \| Tid \| \| \| ---------------- \| ---------------- \| ---------------- \| ---------------- \| ---------------- \| |        |      |     |
| |        |      |     |
| Kilder: ProCyclingStats Cycling Quotient |        |      |     |
| Samlede stilling |        |      |     |
| Rytter | Rytter | Hold | Tid |

### 6. etape
| Hauterives - Le Collet d'Allevard | bjergetape | (174,1 km) |

| \| Etaperesultat \| Etaperesultat \| Etaperesultat \| Etaperesultat \| Etaperesultat \| \| Rytter \| Rytter \| Hold \| Tid \| \| \| ------------- \| ---------------- \| -------------------------- \| ------------- \| ------------- \| \| 1. \| Primož Roglič \| Bora-Hansgrohe \| 4t 19' 59" \| \| \| 2. \| Giulio Ciccone \| Lidl-Trek \| + 3" \| \| \| 3. \| Aleksandr Vlasov \| Bora-Hansgrohe \| + 11" \| \| \| 4. \| Derek Gee \| Israel-Premier Tech \| + 13" \| \| \| 5. \| Matteo Jorgenson \| Team Visma \\| Lease a Bike \| + 17" \| \| \| 6. \| Laurens De Plus \| Ineos Grenadiers \| + 22" \| \| \| 7. \| Carlos Rodríguez \| Ineos Grenadiers \| + 22" \| \| \| 8. \| Remco Evenepoel \| Soudal Quick-Step \| + 42" \| \| \| 9. \| Jack Haig \| Bahrain Victorious \| + 50" \| \| \| 10. \| Jai Hindley \| Bora-Hansgrohe \| + 53" \| \| |                  |                            |            |
| |                  |                            |            |
| Kilde: ProCyclingStats |                  |                            |            |
| Etaperesultat |                  |                            |            |
| Rytter | Rytter           | Hold                       | Tid        |
| 1. | Primož Roglič    | Bora-Hansgrohe             | 4t 19' 59" |
| 2. | Giulio Ciccone   | Lidl-Trek                  | + 3"       |
| 3. | Aleksandr Vlasov | Bora-Hansgrohe             | + 11"      |
| 4. | Derek Gee        | Israel-Premier Tech        | + 13"      |
| 5. | Matteo Jorgenson | Team Visma \| Lease a Bike | + 17"      |
| 6. | Laurens De Plus  | Ineos Grenadiers           | + 22"      |
| 7. | Carlos Rodríguez | Ineos Grenadiers           | + 22"      |
| 8. | Remco Evenepoel  | Soudal Quick-Step          | + 42"      |
| 9. | Jack Haig        | Bahrain Victorious         | + 50"      |
| 10. | Jai Hindley      | Bora-Hansgrohe             | + 53"      |

| \| Samlede stilling \| Samlede stilling \| Samlede stilling \| Samlede stilling \| Samlede stilling \| \| Rytter \| Rytter \| Hold \| Tid \| \| \| ---------------- \| ---------------- \| -------------------------- \| ---------------- \| ---------------- \| \| 1. \| Primož Roglič \| Bora-Hansgrohe \| 16t 47' 44" \| \| \| 2. \| Remco Evenepoel \| Soudal Quick-Step \| + 19" \| \| \| 3. \| Matteo Jorgenson \| Team Visma \\| Lease a Bike \| + 58" \| \| \| 4. \| Derek Gee \| Israel-Premier Tech \| + 1' 01" \| \| \| 5. \| Aleksandr Vlasov \| Bora-Hansgrohe \| + 1' 32" \| \| \| 6. \| Carlos Rodríguez \| Ineos Grenadiers \| + 1' 40" \| \| \| 7. \| Laurens De Plus \| Ineos Grenadiers \| + 1' 53" \| \| \| 8. \| Oier Lazkano \| Movistar Team \| + 2' 08" \| \| \| 9. \| Callum Scotson \| Team Jayco AlUla \| + 2' 15" \| \| \| 10. \| Jack Haig \| Bahrain Victorious \| + 2' 31" \| \| |                  |                            |             |
| |                  |                            |             |
| Kilde: ProCyclingStats |                  |                            |             |
| Samlede stilling |                  |                            |             |
| Rytter | Rytter           | Hold                       | Tid         |
| 1. | Primož Roglič    | Bora-Hansgrohe             | 16t 47' 44" |
| 2. | Remco Evenepoel  | Soudal Quick-Step          | + 19"       |
| 3. | Matteo Jorgenson | Team Visma \| Lease a Bike | + 58"       |
| 4. | Derek Gee        | Israel-Premier Tech        | + 1' 01"    |
| 5. | Aleksandr Vlasov | Bora-Hansgrohe             | + 1' 32"    |
| 6. | Carlos Rodríguez | Ineos Grenadiers           | + 1' 40"    |
| 7. | Laurens De Plus  | Ineos Grenadiers           | + 1' 53"    |
| 8. | Oier Lazkano     | Movistar Team              | + 2' 08"    |
| 9. | Callum Scotson   | Team Jayco AlUla           | + 2' 15"    |
| 10. | Jack Haig        | Bahrain Victorious         | + 2' 31"    |

### 7. etape
| Albertville - Samoëns 1600 | bjergetape | (155,3 km) |

| \| Etaperesultat \| Etaperesultat \| Etaperesultat \| Etaperesultat \| Etaperesultat \| \| Rytter \| Rytter \| Hold \| Tid \| \| \| ------------- \| ----------------- \| -------------------------- \| ------------- \| ------------- \| \| 1. \| Primož Roglič \| Bora-Hansgrohe \| 4t 29' 16" \| \| \| 2. \| Matteo Jorgenson \| Team Visma \\| Lease a Bike \| + 0" \| \| \| 3. \| Giulio Ciccone \| Lidl-Trek \| + 2" \| \| \| 4. \| Oier Lazkano \| Movistar Team \| + 2" \| \| \| 5. \| Derek Gee \| Israel-Premier Tech \| + 2" \| \| \| 6. \| Carlos Rodríguez \| Ineos Grenadiers \| + 8" \| \| \| 7. \| Santiago Buitrago \| Bahrain Victorious \| + 14" \| \| \| 8. \| Laurens De Plus \| Ineos Grenadiers \| + 14" \| \| \| 9. \| Aleksandr Vlasov \| Bora-Hansgrohe \| + 14" \| \| \| 10. \| Mikel Landa \| Soudal Quick-Step \| + 33" \| \| |                   |                            |            |
| |                   |                            |            |
| Kilde: ProCyclingStats |                   |                            |            |
| Etaperesultat |                   |                            |            |
| Rytter | Rytter            | Hold                       | Tid        |
| 1. | Primož Roglič     | Bora-Hansgrohe             | 4t 29' 16" |
| 2. | Matteo Jorgenson  | Team Visma \| Lease a Bike | + 0"       |
| 3. | Giulio Ciccone    | Lidl-Trek                  | + 2"       |
| 4. | Oier Lazkano      | Movistar Team              | + 2"       |
| 5. | Derek Gee         | Israel-Premier Tech        | + 2"       |
| 6. | Carlos Rodríguez  | Ineos Grenadiers           | + 8"       |
| 7. | Santiago Buitrago | Bahrain Victorious         | + 14"      |
| 8. | Laurens De Plus   | Ineos Grenadiers           | + 14"      |
| 9. | Aleksandr Vlasov  | Bora-Hansgrohe             | + 14"      |
| 10. | Mikel Landa       | Soudal Quick-Step          | + 33"      |

| \| Samlede stilling \| Samlede stilling \| Samlede stilling \| Samlede stilling \| Samlede stilling \| \| Rytter \| Rytter \| Hold \| Tid \| \| \| ---------------- \| ---------------- \| -------------------------- \| ---------------- \| ---------------- \| \| 1. \| Primož Roglič \| Bora-Hansgrohe \| 21t 16' 50" \| \| \| 2. \| Matteo Jorgenson \| Team Visma \\| Lease a Bike \| + 1' 02" \| \| \| 3. \| Derek Gee \| Israel-Premier Tech \| + 1' 13" \| \| \| 4. \| Aleksandr Vlasov \| Bora-Hansgrohe \| + 1' 56" \| \| \| 5. \| Carlos Rodríguez \| Ineos Grenadiers \| + 1' 58" \| \| \| 6. \| Remco Evenepoel \| Soudal Quick-Step \| + 2' 15" \| \| \| 7. \| Laurens De Plus \| Ineos Grenadiers \| + 2' 17" \| \| \| 8. \| Oier Lazkano \| Movistar Team \| + 2' 20" \| \| \| 9. \| Giulio Ciccone \| Lidl-Trek \| + 2' 54" \| \| \| 10. \| Mikel Landa \| Soudal Quick-Step \| + 3' 51" \| \| |                  |                            |             |
| |                  |                            |             |
| Kilde: ProCyclingStats |                  |                            |             |
| Samlede stilling |                  |                            |             |
| Rytter | Rytter           | Hold                       | Tid         |
| 1. | Primož Roglič    | Bora-Hansgrohe             | 21t 16' 50" |
| 2. | Matteo Jorgenson | Team Visma \| Lease a Bike | + 1' 02"    |
| 3. | Derek Gee        | Israel-Premier Tech        | + 1' 13"    |
| 4. | Aleksandr Vlasov | Bora-Hansgrohe             | + 1' 56"    |
| 5. | Carlos Rodríguez | Ineos Grenadiers           | + 1' 58"    |
| 6. | Remco Evenepoel  | Soudal Quick-Step          | + 2' 15"    |
| 7. | Laurens De Plus  | Ineos Grenadiers           | + 2' 17"    |
| 8. | Oier Lazkano     | Movistar Team              | + 2' 20"    |
| 9. | Giulio Ciccone   | Lidl-Trek                  | + 2' 54"    |
| 10. | Mikel Landa      | Soudal Quick-Step          | + 3' 51"    |

### 8. etape
| Thônes - Plateau des Glières | bjergetape | (160,6 km) |

| \| Etaperesultat \| Etaperesultat \| Etaperesultat \| Etaperesultat \| Etaperesultat \| \| Rytter \| Rytter \| Hold \| Tid \| \| \| ------------- \| ----------------- \| -------------------------- \| ------------- \| ------------- \| \| 1. \| Carlos Rodríguez \| Ineos Grenadiers \| 4t 18' 02" \| \| \| 2. \| Matteo Jorgenson \| Team Visma \\| Lease a Bike \| + 0" \| \| \| 3. \| Derek Gee \| Israel-Premier Tech \| + 15" \| \| \| 4. \| Laurens De Plus \| Ineos Grenadiers \| + 35" \| \| \| 5. \| Santiago Buitrago \| Bahrain Victorious \| + 35" \| \| \| 6. \| Primož Roglič \| Bora-Hansgrohe \| + 48" \| \| \| 7. \| Giulio Ciccone \| Lidl-Trek \| + 48" \| \| \| 8. \| Remco Evenepoel \| Soudal Quick-Step \| + 58" \| \| \| 9. \| Aleksandr Vlasov \| Bora-Hansgrohe \| + 58" \| \| \| 10. \| Mikel Landa \| Soudal Quick-Step \| + 1' 10" \| \| |                   |                            |            |
| |                   |                            |            |
| Kilde: ProCyclingStats |                   |                            |            |
| Etaperesultat |                   |                            |            |
| Rytter | Rytter            | Hold                       | Tid        |
| 1. | Carlos Rodríguez  | Ineos Grenadiers           | 4t 18' 02" |
| 2. | Matteo Jorgenson  | Team Visma \| Lease a Bike | + 0"       |
| 3. | Derek Gee         | Israel-Premier Tech        | + 15"      |
| 4. | Laurens De Plus   | Ineos Grenadiers           | + 35"      |
| 5. | Santiago Buitrago | Bahrain Victorious         | + 35"      |
| 6. | Primož Roglič     | Bora-Hansgrohe             | + 48"      |
| 7. | Giulio Ciccone    | Lidl-Trek                  | + 48"      |
| 8. | Remco Evenepoel   | Soudal Quick-Step          | + 58"      |
| 9. | Aleksandr Vlasov  | Bora-Hansgrohe             | + 58"      |
| 10. | Mikel Landa       | Soudal Quick-Step          | + 1' 10"   |

## Trøjernes fordeling gennem løbet
| Etape    |                   | Vinder _                 | Samlede stilling | Pointtrøje     | Bjergtrøje        | Ungdomstrøje     | Mest angrebsivrige           | Holdkonkurrence  |
| -------- | ----------------- | ------------------------ | ---------------- | -------------- | ----------------- | ---------------- | ---------------------------- | ---------------- |
| 1. etape | kuperet etape     | Mads Pedersen            | Mads Pedersen    | Mads Pedersen  | Mark Donovan      | Hugo Page        | Mark Donovan                 | Arkéa-B&B Hotels |
| 2. etape | bjergetape        | Magnus Cort              | Magnus Cort      | Magnus Cort    | Mathis Le Berre   | Matteo Jorgenson | Bruno Armirail               | Movistar Team    |
| 3. etape | middel bjergetape | Derek Gee                | Derek Gee        | Giulio Ciccone | Mathis Le Berre   | Romain Grégoire  | Nicolas Prodhomme            | Movistar Team    |
| 4. etape | enkeltstart       | Remco Evenepoel          | Remco Evenepoel  | Primož Roglič  | Mathis Le Berre   | Remco Evenepoel  | ikke uddelt                  | Bora-Hansgrohe   |
| 5. etape | kuperet etape     | neutralisering af etapen | Remco Evenepoel  | Primož Roglič  | Mathis Le Berre   | Remco Evenepoel  | Mathis Le Berre Tobias Bayer | Bora-Hansgrohe   |
| 6. etape | bjergetape        | Primož Roglič            | Primož Roglič    | Primož Roglič  | Mathis Le Berre   | Remco Evenepoel  | Romain Grégoire              | Bora-Hansgrohe   |
| 7. etape | bjergetape        | Primož Roglič            | Primož Roglič    | Primož Roglič  | Primož Roglič     | Matteo Jorgenson | Marc Soler                   | Bora-Hansgrohe   |
| 8. etape | bjergetape        | Carlos Rodríguez         | Primož Roglič    | Primož Roglič  | Lorenzo Fortunato | Matteo Jorgenson | Guillaume Martin             | Bora-Hansgrohe   |
| Samlet   | Samlet            |                          | Primož Roglič    | Primož Roglič  | Lorenzo Fortunato | Matteo Jorgenson | ikke uddelt                  | Bora-Hansgrohe   |

## Resultater

### Samlede stilling
| \| Samlede stilling \| Samlede stilling \| Samlede stilling \| Samlede stilling \| Samlede stilling \| \| Rytter \| Rytter \| Hold \| Tid \| \| \| ---------------- \| ---------------- \| -------------------------- \| ---------------- \| ---------------- \| \| 1. \| Primož Roglič \| Bora-Hansgrohe \| 25t 35' 40" \| \| \| 2. \| Matteo Jorgenson \| Team Visma \\| Lease a Bike \| + 8" \| \| \| 3. \| Derek Gee \| Israel-Premier Tech \| + 36" \| \| \| 4. \| Carlos Rodríguez \| Ineos Grenadiers \| + 1' 00" \| \| \| 5. \| Laurens De Plus \| Ineos Grenadiers \| + 2' 04" \| \| \| 6. \| Aleksandr Vlasov \| Bora-Hansgrohe \| + 2' 06" \| \| \| 7. \| Remco Evenepoel \| Soudal Quick-Step \| + 2' 25" \| \| \| 8. \| Giulio Ciccone \| Lidl-Trek \| + 2' 54" \| \| \| 9. \| Oier Lazkano \| Movistar Team \| + 2' 54" \| \| \| 10. \| Mikel Landa \| Soudal Quick-Step \| + 4' 13" \| \| |                  |                            |             |
| |                  |                            |             |
| Kilder: ProCyclingStats Cycling Quotient |                  |                            |             |
| Samlede stilling |                  |                            |             |
| Rytter | Rytter           | Hold                       | Tid         |
| 1. | Primož Roglič    | Bora-Hansgrohe             | 25t 35' 40" |
| 2. | Matteo Jorgenson | Team Visma \| Lease a Bike | + 8"        |
| 3. | Derek Gee        | Israel-Premier Tech        | + 36"       |
| 4. | Carlos Rodríguez | Ineos Grenadiers           | + 1' 00"    |
| 5. | Laurens De Plus  | Ineos Grenadiers           | + 2' 04"    |
| 6. | Aleksandr Vlasov | Bora-Hansgrohe             | + 2' 06"    |
| 7. | Remco Evenepoel  | Soudal Quick-Step          | + 2' 25"    |
| 8. | Giulio Ciccone   | Lidl-Trek                  | + 2' 54"    |
| 9. | Oier Lazkano     | Movistar Team              | + 2' 54"    |
| 10. | Mikel Landa      | Soudal Quick-Step          | + 4' 13"    |

### Pointkonkurrencen
| Pointkonkurrence | Pointkonkurrence | Pointkonkurrence           | Pointkonkurrence | Pointkonkurrence |
| Rytter           | Rytter           | Hold                       | Point            |                  |
| ---------------- | ---------------- | -------------------------- | ---------------- | ---------------- |
| 1.               | Primož Roglič    | Bora-Hansgrohe             | 73 point         |                  |
| 2.               | Matteo Jorgenson | Team Visma \| Lease a Bike | 66 point         |                  |
| 3.               | Giulio Ciccone   | Lidl-Trek                  | 62 point         |                  |
| 4.               | Derek Gee        | Israel-Premier Tech        | 54 point         |                  |
| 5.               | Magnus Cort      | Uno-X Mobility             | 41 point         |                  |
| 6.               | Romain Grégoire  | Groupama-FDJ               | 34 point         |                  |
| 7.               | Oier Lazkano     | Movistar Team              | 30 point         |                  |
| 8.               | Aleksandr Vlasov | Bora-Hansgrohe             | 26 point         |                  |
| 9.               | Mads Pedersen    | Lidl-Trek                  | 25 point         |                  |
| 10.              | Carlos Rodríguez | Ineos Grenadiers           | 24 point         |                  |

### Bjergkonkurrencen
| Bjergkonkurrence | Bjergkonkurrence  | Bjergkonkurrence           | Bjergkonkurrence | Bjergkonkurrence |
| Rytter           | Rytter            | Hold                       | Point            |                  |
| ---------------- | ----------------- | -------------------------- | ---------------- | ---------------- |
| 1.               | Lorenzo Fortunato | Astana Qazaqstan Team      | 40 point         |                  |
| 2.               | Marc Soler        | UAE Team Emirates          | 38 point         |                  |
| 3.               | Primož Roglič     | Bora-Hansgrohe             | 31 point         |                  |
| 4.               | Matteo Jorgenson  | Team Visma \| Lease a Bike | 26 point         |                  |
| 5.               | Mathis Le Berre   | Arkéa-B&B Hotels           | 24 point         |                  |
| 6.               | Derek Gee         | Israel-Premier Tech        | 22 point         |                  |
| 7.               | Giulio Ciccone    | Lidl-Trek                  | 22 point         |                  |
| 8.               | Warren Barguil    | Team dsm-firmenich PostNL  | 22 point         |                  |
| 9.               | Carlos Rodríguez  | Ineos Grenadiers           | 19 point         |                  |
| 10.              | Aleksandr Vlasov  | Bora-Hansgrohe             | 13 point         |                  |

### Ungdomskonkurrencen
| Ungdomskonkurrence | Ungdomskonkurrence  | Ungdomskonkurrence         | Ungdomskonkurrence | Ungdomskonkurrence |
| Rytter             | Rytter              | Hold                       | Tid                |                    |
| ------------------ | ------------------- | -------------------------- | ------------------ | ------------------ |
| 1.                 | Matteo Jorgenson    | Team Visma \| Lease a Bike | 25t 35' 48"        |                    |
| 2.                 | Carlos Rodríguez    | Ineos Grenadiers           | + 52"              |                    |
| 3.                 | Remco Evenepoel     | Soudal Quick-Step          | + 2' 17"           |                    |
| 4.                 | Oier Lazkano        | Movistar Team              | + 2' 46"           |                    |
| 5.                 | Santiago Buitrago   | Bahrain Victorious         | + 4' 20"           |                    |
| 6.                 | Javier Romo         | Movistar Team              | + 5' 45"           |                    |
| 7.                 | Romain Grégoire     | Groupama-FDJ               | + 28' 35"          |                    |
| 8.                 | Darren Rafferty     | EF Education-EasyPost      | + 34' 39"          |                    |
| 9.                 | Alessandro Fancellu | Q36.5 Pro Cycling Team     | + 42' 54"          |                    |
| 10.                | Igor Arrieta        | UAE Team Emirates          | + 45' 07"          |                    |

### Holdkonkurrencen
| Holdkonkurrence | Holdkonkurrence            | Holdkonkurrence | Holdkonkurrence |
| Hold            | Hold                       | Tid             |                 |
| --------------- | -------------------------- | --------------- | --------------- |
| 1.              | Bora-Hansgrohe             | 77t 05' 45"     |                 |
| 2.              | Ineos Grenadiers           | + 7' 01"        |                 |
| 3.              | Israel-Premier Tech        | + 19' 04"       |                 |
| 4.              | Movistar Team              | + 24' 40"       |                 |
| 5.              | Team dsm-firmenich PostNL  | + 33' 48"       |                 |
| 6.              | UAE Team Emirates          | + 40' 46"       |                 |
| 7.              | Groupama-FDJ               | + 50' 00"       |                 |
| 8.              | Soudal Quick-Step          | + 53' 59"       |                 |
| 9.              | Bahrain Victorious         | + 1t 08' 28"    |                 |
| 10.             | Decathlon-AG2R La Mondiale | + 1t 19' 07"    |                 |

## Hold og ryttere
| UCI WorldTeams (18)- Decathlon-AG2R La Mondiale - Alpecin-Deceuninck - Arkéa-B&B Hotels - Astana Qazaqstan Team - Bahrain Victorious - Bora-Hansgrohe - Cofidis - EF Education-EasyPost - Groupama-FDJ - Ineos Grenadiers - Intermarché-Wanty - Team Visma \| Lease a Bike - Lidl-Trek - Movistar Team - Soudal Quick-Step - Team dsm-firmenich PostNL - Team Jayco AlUla - UAE Team Emirates UCI ProTeams (4)- Lotto Dstny - Israel-Premier Tech - Q36.5 Pro Cycling Team - Uno-X Mobility |
| |

### Danske ryttere
| Danske ryttere på startlisten |                         |                       |           |
| Rygnummer                     | Rytter                  | Hold                  | Placering |
| 46                            | Casper Pedersen         | Soudal Quick-Step     |           |
| 55                            | Mads Pedersen           | Lidl-Trek             |           |
| 66                            | Magnus Cort             | Uno-X Mobility        |           |
| 141                           | Andreas Kron            | Lotto Dstny           |           |
| 147                           | Jonas Gregaard          | Lotto Dstny           |           |
| 174                           | Christopher Juul-Jensen | Team Jayco AlUla      |           |
| 192                           | Anthon Charmig          | Astana Qazaqstan Team |           |
| 202                           | Jakob Fuglsang          | Israel-Premier Tech   |           |

* DNF = gennemførte ikke

### Startliste
| Team Visma \| Lease a Bike TVL | Team Visma \| Lease a Bike TVL       | Team Visma \| Lease a Bike TVL |
| ------------------------------ | ------------------------------------ | ------------------------------ |
| Nr.                            | Rytter                               | Placering                      |
| 1                              | Sepp Kuss (USA)                      | DNS-8                          |
| 2                              | Tiesj Benoot (BEL)                   | 33.                            |
| 3                              | Koen Bouwman (NED)                   | 34.                            |
| 4                              | Matteo Jorgenson (USA)               | 2.                             |
| 5                              | Steven Kruijswijk (NED)              | DNF-5                          |
| 6                              | Bart Lemmen (NED)                    | 30.                            |
| 7                              | Dylan van Baarle (NED) (enkeltstart) | DNF-5                          |

| UAE Team Emirates UAD | UAE Team Emirates UAD           | UAE Team Emirates UAD |
| --------------------- | ------------------------------- | --------------------- |
| Nr.                   | Rytter                          | Placering             |
| 11                    | Juan Ayuso (ESP)                | DNS-6                 |
| 12                    | Igor Arrieta (ESP)              | 37.                   |
| 13                    | Nils Politt (GER) (enkeltstart) | 49.                   |
| 14                    | Pavel Sivakov (FRA)             | DNF-8                 |
| 15                    | Marc Soler (ESP)                | 17.                   |
| 16                    | Michael Vink (NZL)              | 74.                   |
| 17                    | Tim Wellens (BEL)               | 45.                   |

| Decathlon-AG2R La Mondiale DAT | Decathlon-AG2R La Mondiale DAT | Decathlon-AG2R La Mondiale DAT |
| ------------------------------ | ------------------------------ | ------------------------------ |
| Nr.                            | Rytter                         | Placering                      |
| 21                             | Bruno Armirail (FRA)           | 28.                            |
| 22                             | Sam Bennett (IRL)              | 92.                            |
| 23                             | Clément Berthet (FRA)          | DNF-7                          |
| 24                             | Edvald Boasson Hagen (NOR)     | 85.                            |
| 25                             | Dorian Godon (FRA)             | 55.                            |
| 26                             | Oliver Naesen (BEL)            | 80.                            |
| 27                             | Nicolas Prodhomme (FRA)        | 27.                            |

| Bora-Hansgrohe BOH | Bora-Hansgrohe BOH   | Bora-Hansgrohe BOH |
| ------------------ | -------------------- | ------------------ |
| Nr.                | Rytter               | Placering          |
| 31                 | Primož Roglič (SLO)  | 1.                 |
| 32                 | Nico Denz (GER)      | 91.                |
| 33                 | Marco Haller (AUT)   | 94.                |
| 34                 | Jai Hindley (AUS)    | 20.                |
| 35                 | Bob Jungels (LUX)    | 40.                |
| 36                 | Matteo Sobrero (ITA) | 38.                |
| 37                 | Aleksandr Vlasov     | 6.                 |

| Soudal Quick-Step SOQ | Soudal Quick-Step SOQ                           | Soudal Quick-Step SOQ |
| --------------------- | ----------------------------------------------- | --------------------- |
| Nr.                   | Rytter                                          | Placering             |
| 41                    | Remco Evenepoel (BEL) (landevej og enkeltstart) | 7.                    |
| 42                    | Antoine Huby (FRA)                              | DNF-7                 |
| 43                    | James Knox (GBR)                                | 77.                   |
| 44                    | Mikel Landa (ESP)                               | 10.                   |
| 45                    | Gianni Moscon (ITA)                             | 88.                   |
| 46                    | Casper Pedersen (DEN)                           | 87.                   |
| 47                    | Ilan Van Wilder (BEL)                           | DNF-7                 |

| Lidl-Trek LTK | Lidl-Trek LTK                               | Lidl-Trek LTK |
| ------------- | ------------------------------------------- | ------------- |
| Nr.           | Rytter                                      | Placering     |
| 51            | Giulio Ciccone (ITA)                        | 8.            |
| 52            | Tao Geoghegan Hart (GBR)                    | DNS-7         |
| 53            | Ryan Gibbons (RSA)                          | DNS-8         |
| 54            | Alex Kirsch (LUX) (landevej og enkeltstart) | DNF-6         |
| 55            | Mads Pedersen (DEN)                         | 61.           |
| 56            | Toms Skujiņš (LAT)                          | DNF-8         |
| 57            | Carlos Verona (ESP)                         | 41.           |

| Uno-X Mobility UXM | Uno-X Mobility UXM         | Uno-X Mobility UXM |
| ------------------ | -------------------------- | ------------------ |
| Nr.                | Rytter                     | Placering          |
| 61                 | Odd Christian Eiking (NOR) | DNS-6              |
| 62                 | Idar Andersen (NOR)        | DNF-8              |
| 63                 | Markus Hoelgaard (NOR)     | 51.                |
| 64                 | Ådne Holter (NOR)          | DNF-5              |
| 65                 | Andreas Leknessund (NOR)   | 54.                |
| 66                 | Magnus Cort (DEN)          | 53.                |
| 67                 | Anders Skaarseth (NOR)     | DNS-7              |

| Bahrain Victorious TBV | Bahrain Victorious TBV       | Bahrain Victorious TBV |
| ---------------------- | ---------------------------- | ---------------------- |
| Nr.                    | Rytter                       | Placering              |
| 71                     | Santiago Buitrago (COL)      | 11.                    |
| 72                     | Kamil Gradek (POL)           | DNS-6                  |
| 73                     | Jack Haig (AUS)              | 16.                    |
| 74                     | Rainer Kepplinger (AUT)      | DNS-6                  |
| 75                     | Jasha Sütterlin (GER)        | DNS-6                  |
| 76                     | Antonio Tiberi (ITA)         | DNS-3                  |
| 77                     | Fred Wright (GBR) (landevej) | 66.                    |

| Groupama-FDJ GFC | Groupama-FDJ GFC                  | Groupama-FDJ GFC |
| ---------------- | --------------------------------- | ---------------- |
| Nr.              | Rytter                            | Placering        |
| 81               | David Gaudu (FRA)                 | 15.              |
| 82               | Kevin Geniets (LUX)               | 44.              |
| 83               | Romain Grégoire (FRA)             | 26.              |
| 84               | Valentin Madouas (FRA) (landevej) | 42.              |
| 85               | Quentin Pacher (FRA)              | 52.              |
| 86               | Rémy Rochas (FRA)                 | DNF-5            |
| 87               | Clément Russo (FRA)               | DNS-7            |

| Ineos Grenadiers IGD | Ineos Grenadiers IGD                     | Ineos Grenadiers IGD |
| -------------------- | ---------------------------------------- | -------------------- |
| Nr.                  | Rytter                                   | Placering            |
| 91                   | Carlos Rodríguez (ESP)                   | 4.                   |
| 92                   | Jonathan Castroviejo (ESP) (enkeltstart) | 56.                  |
| 93                   | Laurens De Plus (BEL)                    | 5.                   |
| 94                   | Omar Fraile (ESP)                        | 43.                  |
| 95                   | Michał Kwiatkowski (POL)                 | 32.                  |
| 96                   | Joshua Tarling (GBR) (enkeltstart)       | 46.                  |
| 97                   | Ben Turner (GBR)                         | 76.                  |

| Cofidis COF | Cofidis COF            | Cofidis COF |
| ----------- | ---------------------- | ----------- |
| Nr.         | Rytter                 | Placering   |
| 101         | Guillaume Martin (FRA) | 19.         |
| 102         | Kenny Elissonde (FRA)  | DNF-7       |
| 103         | Gorka Izagirre (ESP)   | 84.         |
| 104         | Jonathan Lastra (ESP)  | 58.         |
| 105         | Axel Mariault (FRA)    | DNF-5       |
| 106         | Hugo Toumire (FRA)     | DNS-7       |
| 107         | Oliver Knight (GBR)    | DNF-7       |

| Movistar Team MOV | Movistar Team MOV                  | Movistar Team MOV |
| ----------------- | ---------------------------------- | ----------------- |
| Nr.               | Rytter                             | Placering         |
| 111               | Davide Formolo (ITA)               | 36.               |
| 112               | Iván García Cortina (ESP)          | DNF-7             |
| 113               | Oier Lazkano (ESP) (landevej)      | 9.                |
| 114               | Gregor Mühlberger (AUT) (landevej) | 48.               |
| 115               | Antonio Pedrero (ESP)              | DNF-8             |
| 116               | Javier Romo (ESP)                  | 12.               |
| 117               | Iván Sosa (COL)                    | DNF-7             |

| Team dsm-firmenich PostNL DFP | Team dsm-firmenich PostNL DFP  | Team dsm-firmenich PostNL DFP |
| ----------------------------- | ------------------------------ | ----------------------------- |
| Nr.                           | Rytter                         | Placering                     |
| 121                           | Warren Barguil (FRA)           | 22.                           |
| 122                           | Romain Combaud (FRA)           | 89.                           |
| 123                           | Alexander Edmondson (AUS)      | DNF-1                         |
| 124                           | Enzo Leijnse (NED)             | 86.                           |
| 125                           | Emīls Liepiņš (LAT) (landevej) | DNF-7                         |
| 126                           | Niklas Märkl (GER)             | 82.                           |
| 127                           | Martijn Tusveld (NED)          | 57.                           |

| Arkéa-B&B Hotels ARK | Arkéa-B&B Hotels ARK      | Arkéa-B&B Hotels ARK |
| -------------------- | ------------------------- | -------------------- |
| Nr.                  | Rytter                    | Placering            |
| 131                  | Cristián Rodríguez (ESP)  | DNF-7                |
| 132                  | Clément Champoussin (FRA) | DNS-8                |
| 133                  | Thibault Guernalec (FRA)  | 70.                  |
| 134                  | Laurens Huys (BEL)        | DNF-5                |
| 135                  | Mathis Le Berre (FRA)     | 78.                  |
| 136                  | Florian Sénéchal (FRA)    | DNF-8                |
| 137                  | Clément Venturini (FRA)   | 71.                  |

| Lotto Dstny LTD | Lotto Dstny LTD          | Lotto Dstny LTD |
| --------------- | ------------------------ | --------------- |
| Nr.             | Rytter                   | Placering       |
| 141             | Andreas Kron (DEN)       | DNF-6           |
| 142             | Logan Currie (NZL)       | DNS-7           |
| 143             | Arjen Livyns (BEL)       | 73.             |
| 144             | Milan Menten (BEL)       | DNF-5           |
| 145             | Mathijs Paasschens (NED) | 75.             |
| 146             | Eduardo Sepúlveda (ARG)  | 18.             |
| 147             | Jonas Gregaard (DEN)     | 62.             |

| EF Education-EasyPost EFE | EF Education-EasyPost EFE           | EF Education-EasyPost EFE |
| ------------------------- | ----------------------------------- | ------------------------- |
| Nr.                       | Rytter                              | Placering                 |
| 151                       | Neilson Powless (USA)               | DNF-7                     |
| 152                       | Owain Doull (GBR)                   | 59.                       |
| 153                       | Lukas Nerurkar (GBR)                | DNS-6                     |
| 154                       | Sean Quinn (USA) (landevej)         | 39.                       |
| 155                       | Darren Rafferty (IRL) (enkeltstart) | 29.                       |
| 156                       | Jonas Rutsch (GER)                  | 60.                       |
| 157                       | Harry Sweeny (AUS)                  | DNS-6                     |

| Intermarché-Wanty IWA | Intermarché-Wanty IWA  | Intermarché-Wanty IWA |
| --------------------- | ---------------------- | --------------------- |
| Nr.                   | Rytter                 | Placering             |
| 161                   | Louis Meintjes (RSA)   | 14.                   |
| 162                   | Vito Braet (BEL)       | DNF-8                 |
| 163                   | Kobe Goossens (BEL)    | DNS-6                 |
| 164                   | Hugo Page (FRA)        | 93.                   |
| 165                   | Tom Paquot (BEL)       | DNS-8                 |
| 166                   | Adrien Petit (FRA)     | DNF-3                 |
| 167                   | Georg Zimmermann (GER) | 50.                   |

| Team Jayco AlUla JAY | Team Jayco AlUla JAY          | Team Jayco AlUla JAY |
| -------------------- | ----------------------------- | -------------------- |
| Nr.                  | Rytter                        | Placering            |
| 171                  | Chris Harper (AUS)            | DNS-4                |
| 172                  | Davide De Pretto (ITA)        | 72.                  |
| 173                  | Luke Durbridge (AUS)          | DNS-5                |
| 174                  | Christopher Juul-Jensen (DEN) | DNS-7                |
| 175                  | Jan Maas (NED)                | 68.                  |
| 176                  | Blake Quick (AUS)             | DNS-7                |
| 177                  | Callum Scotson (AUS)          | 13.                  |

| Alpecin-Deceuninck ADC | Alpecin-Deceuninck ADC | Alpecin-Deceuninck ADC |
| ---------------------- | ---------------------- | ---------------------- |
| Nr.                    | Rytter                 | Placering              |
| 181                    | Lars Boven (NED)       | DNF-3                  |
| 182                    | Tobias Bayer (AUT)     | 79.                    |
| 183                    | Juri Hollmann (GER)    | 65.                    |
| 184                    | Xandro Meurisse (BEL)  | 47.                    |
| 185                    | Jason Osborne (GER)    | 63.                    |
| 186                    | Jensen Plowright (AUS) | DNF-8                  |
| 187                    | Luca Vergallito (ITA)  | 67.                    |

| Astana Qazaqstan Team AST | Astana Qazaqstan Team AST | Astana Qazaqstan Team AST |
| ------------------------- | ------------------------- | ------------------------- |
| Nr.                       | Rytter                    | Placering                 |
| 191                       | Lorenzo Fortunato (ITA)   | 31.                       |
| 192                       | Anthon Charmig (DEN)      | DNF-7                     |
| 193                       | Michele Gazzoli (ITA)     | 90.                       |
| 194                       | Anton Kuzmin (KAZ)        | 69.                       |
| 195                       | Ide Schelling (NED)       | DNF-8                     |
| 196                       | Harold Tejada (COL)       | DNS-8                     |
| 197                       | Santiago Umba (COL)       | DNS-7                     |

| Israel-Premier Tech IPT | Israel-Premier Tech IPT       | Israel-Premier Tech IPT |
| ----------------------- | ----------------------------- | ----------------------- |
| Nr.                     | Rytter                        | Placering               |
| 201                     | Chris Froome (GBR)            | 81.                     |
| 202                     | Jakob Fuglsang (DEN)          | 24.                     |
| 203                     | Derek Gee (CAN) (enkeltstart) | 3.                      |
| 204                     | Mason Hollyman (GBR)          | DNF-7                   |
| 205                     | Hugo Houle (CAN)              | 64.                     |
| 206                     | Krists Neilands (LAT)         | 25.                     |
| 207                     | Dylan Teuns (BEL)             | 21.                     |

| Q36.5 Pro Cycling Team Q36 | Q36.5 Pro Cycling Team Q36 | Q36.5 Pro Cycling Team Q36 |
| -------------------------- | -------------------------- | -------------------------- |
| Nr.                        | Rytter                     | Placering                  |
| 211                        | Mark Donovan (GBR)         | DNF-8                      |
| 212                        | Filippo Conca (ITA)        | DNF-7                      |
| 213                        | Alessandro Fancellu (ITA)  | 35.                        |
| 214                        | Carl Fredrik Hagen (NOR)   | 23.                        |
| 215                        | Tobias Ludvigsson (SWE)    | DNF-8                      |
| 216                        | Nicolò Parisini (ITA)      | 83.                        |
| 217                        | James Whelan (AUS)         | DNF-1                      |

| Team Visma \| Lease a Bike TVL | Team Visma \| Lease a Bike TVL       | Team Visma \| Lease a Bike TVL |
| ------------------------------ | ------------------------------------ | ------------------------------ |
| Nr.                            | Rytter                               | Placering                      |
| 1                              | Sepp Kuss (USA)                      | DNS-8                          |
| 2                              | Tiesj Benoot (BEL)                   | 33.                            |
| 3                              | Koen Bouwman (NED)                   | 34.                            |
| 4                              | Matteo Jorgenson (USA)               | 2.                             |
| 5                              | Steven Kruijswijk (NED)              | DNF-5                          |
| 6                              | Bart Lemmen (NED)                    | 30.                            |
| 7                              | Dylan van Baarle (NED) (enkeltstart) | DNF-5                          |

| UAE Team Emirates UAD | UAE Team Emirates UAD           | UAE Team Emirates UAD |
| --------------------- | ------------------------------- | --------------------- |
| Nr.                   | Rytter                          | Placering             |
| 11                    | Juan Ayuso (ESP)                | DNS-6                 |
| 12                    | Igor Arrieta (ESP)              | 37.                   |
| 13                    | Nils Politt (GER) (enkeltstart) | 49.                   |
| 14                    | Pavel Sivakov (FRA)             | DNF-8                 |
| 15                    | Marc Soler (ESP)                | 17.                   |
| 16                    | Michael Vink (NZL)              | 74.                   |
| 17                    | Tim Wellens (BEL)               | 45.                   |

| Decathlon-AG2R La Mondiale DAT | Decathlon-AG2R La Mondiale DAT | Decathlon-AG2R La Mondiale DAT |
| ------------------------------ | ------------------------------ | ------------------------------ |
| Nr.                            | Rytter                         | Placering                      |
| 21                             | Bruno Armirail (FRA)           | 28.                            |
| 22                             | Sam Bennett (IRL)              | 92.                            |
| 23                             | Clément Berthet (FRA)          | DNF-7                          |
| 24                             | Edvald Boasson Hagen (NOR)     | 85.                            |
| 25                             | Dorian Godon (FRA)             | 55.                            |
| 26                             | Oliver Naesen (BEL)            | 80.                            |
| 27                             | Nicolas Prodhomme (FRA)        | 27.                            |

| Bora-Hansgrohe BOH | Bora-Hansgrohe BOH   | Bora-Hansgrohe BOH |
| ------------------ | -------------------- | ------------------ |
| Nr.                | Rytter               | Placering          |
| 31                 | Primož Roglič (SLO)  | 1.                 |
| 32                 | Nico Denz (GER)      | 91.                |
| 33                 | Marco Haller (AUT)   | 94.                |
| 34                 | Jai Hindley (AUS)    | 20.                |
| 35                 | Bob Jungels (LUX)    | 40.                |
| 36                 | Matteo Sobrero (ITA) | 38.                |
| 37                 | Aleksandr Vlasov     | 6.                 |

| Soudal Quick-Step SOQ | Soudal Quick-Step SOQ                           | Soudal Quick-Step SOQ |
| --------------------- | ----------------------------------------------- | --------------------- |
| Nr.                   | Rytter                                          | Placering             |
| 41                    | Remco Evenepoel (BEL) (landevej og enkeltstart) | 7.                    |
| 42                    | Antoine Huby (FRA)                              | DNF-7                 |
| 43                    | James Knox (GBR)                                | 77.                   |
| 44                    | Mikel Landa (ESP)                               | 10.                   |
| 45                    | Gianni Moscon (ITA)                             | 88.                   |
| 46                    | Casper Pedersen (DEN)                           | 87.                   |
| 47                    | Ilan Van Wilder (BEL)                           | DNF-7                 |

| Lidl-Trek LTK | Lidl-Trek LTK                               | Lidl-Trek LTK |
| ------------- | ------------------------------------------- | ------------- |
| Nr.           | Rytter                                      | Placering     |
| 51            | Giulio Ciccone (ITA)                        | 8.            |
| 52            | Tao Geoghegan Hart (GBR)                    | DNS-7         |
| 53            | Ryan Gibbons (RSA)                          | DNS-8         |
| 54            | Alex Kirsch (LUX) (landevej og enkeltstart) | DNF-6         |
| 55            | Mads Pedersen (DEN)                         | 61.           |
| 56            | Toms Skujiņš (LAT)                          | DNF-8         |
| 57            | Carlos Verona (ESP)                         | 41.           |

| Uno-X Mobility UXM | Uno-X Mobility UXM         | Uno-X Mobility UXM |
| ------------------ | -------------------------- | ------------------ |
| Nr.                | Rytter                     | Placering          |
| 61                 | Odd Christian Eiking (NOR) | DNS-6              |
| 62                 | Idar Andersen (NOR)        | DNF-8              |
| 63                 | Markus Hoelgaard (NOR)     | 51.                |
| 64                 | Ådne Holter (NOR)          | DNF-5              |
| 65                 | Andreas Leknessund (NOR)   | 54.                |
| 66                 | Magnus Cort (DEN)          | 53.                |
| 67                 | Anders Skaarseth (NOR)     | DNS-7              |

| Bahrain Victorious TBV | Bahrain Victorious TBV       | Bahrain Victorious TBV |
| ---------------------- | ---------------------------- | ---------------------- |
| Nr.                    | Rytter                       | Placering              |
| 71                     | Santiago Buitrago (COL)      | 11.                    |
| 72                     | Kamil Gradek (POL)           | DNS-6                  |
| 73                     | Jack Haig (AUS)              | 16.                    |
| 74                     | Rainer Kepplinger (AUT)      | DNS-6                  |
| 75                     | Jasha Sütterlin (GER)        | DNS-6                  |
| 76                     | Antonio Tiberi (ITA)         | DNS-3                  |
| 77                     | Fred Wright (GBR) (landevej) | 66.                    |

| Groupama-FDJ GFC | Groupama-FDJ GFC                  | Groupama-FDJ GFC |
| ---------------- | --------------------------------- | ---------------- |
| Nr.              | Rytter                            | Placering        |
| 81               | David Gaudu (FRA)                 | 15.              |
| 82               | Kevin Geniets (LUX)               | 44.              |
| 83               | Romain Grégoire (FRA)             | 26.              |
| 84               | Valentin Madouas (FRA) (landevej) | 42.              |
| 85               | Quentin Pacher (FRA)              | 52.              |
| 86               | Rémy Rochas (FRA)                 | DNF-5            |
| 87               | Clément Russo (FRA)               | DNS-7            |

| Ineos Grenadiers IGD | Ineos Grenadiers IGD                     | Ineos Grenadiers IGD |
| -------------------- | ---------------------------------------- | -------------------- |
| Nr.                  | Rytter                                   | Placering            |
| 91                   | Carlos Rodríguez (ESP)                   | 4.                   |
| 92                   | Jonathan Castroviejo (ESP) (enkeltstart) | 56.                  |
| 93                   | Laurens De Plus (BEL)                    | 5.                   |
| 94                   | Omar Fraile (ESP)                        | 43.                  |
| 95                   | Michał Kwiatkowski (POL)                 | 32.                  |
| 96                   | Joshua Tarling (GBR) (enkeltstart)       | 46.                  |
| 97                   | Ben Turner (GBR)                         | 76.                  |

| Cofidis COF | Cofidis COF            | Cofidis COF |
| ----------- | ---------------------- | ----------- |
| Nr.         | Rytter                 | Placering   |
| 101         | Guillaume Martin (FRA) | 19.         |
| 102         | Kenny Elissonde (FRA)  | DNF-7       |
| 103         | Gorka Izagirre (ESP)   | 84.         |
| 104         | Jonathan Lastra (ESP)  | 58.         |
| 105         | Axel Mariault (FRA)    | DNF-5       |
| 106         | Hugo Toumire (FRA)     | DNS-7       |
| 107         | Oliver Knight (GBR)    | DNF-7       |

| Movistar Team MOV | Movistar Team MOV                  | Movistar Team MOV |
| ----------------- | ---------------------------------- | ----------------- |
| Nr.               | Rytter                             | Placering         |
| 111               | Davide Formolo (ITA)               | 36.               |
| 112               | Iván García Cortina (ESP)          | DNF-7             |
| 113               | Oier Lazkano (ESP) (landevej)      | 9.                |
| 114               | Gregor Mühlberger (AUT) (landevej) | 48.               |
| 115               | Antonio Pedrero (ESP)              | DNF-8             |
| 116               | Javier Romo (ESP)                  | 12.               |
| 117               | Iván Sosa (COL)                    | DNF-7             |

| Team dsm-firmenich PostNL DFP | Team dsm-firmenich PostNL DFP  | Team dsm-firmenich PostNL DFP |
| ----------------------------- | ------------------------------ | ----------------------------- |
| Nr.                           | Rytter                         | Placering                     |
| 121                           | Warren Barguil (FRA)           | 22.                           |
| 122                           | Romain Combaud (FRA)           | 89.                           |
| 123                           | Alexander Edmondson (AUS)      | DNF-1                         |
| 124                           | Enzo Leijnse (NED)             | 86.                           |
| 125                           | Emīls Liepiņš (LAT) (landevej) | DNF-7                         |
| 126                           | Niklas Märkl (GER)             | 82.                           |
| 127                           | Martijn Tusveld (NED)          | 57.                           |

| Arkéa-B&B Hotels ARK | Arkéa-B&B Hotels ARK      | Arkéa-B&B Hotels ARK |
| -------------------- | ------------------------- | -------------------- |
| Nr.                  | Rytter                    | Placering            |
| 131                  | Cristián Rodríguez (ESP)  | DNF-7                |
| 132                  | Clément Champoussin (FRA) | DNS-8                |
| 133                  | Thibault Guernalec (FRA)  | 70.                  |
| 134                  | Laurens Huys (BEL)        | DNF-5                |
| 135                  | Mathis Le Berre (FRA)     | 78.                  |
| 136                  | Florian Sénéchal (FRA)    | DNF-8                |
| 137                  | Clément Venturini (FRA)   | 71.                  |

| Lotto Dstny LTD | Lotto Dstny LTD          | Lotto Dstny LTD |
| --------------- | ------------------------ | --------------- |
| Nr.             | Rytter                   | Placering       |
| 141             | Andreas Kron (DEN)       | DNF-6           |
| 142             | Logan Currie (NZL)       | DNS-7           |
| 143             | Arjen Livyns (BEL)       | 73.             |
| 144             | Milan Menten (BEL)       | DNF-5           |
| 145             | Mathijs Paasschens (NED) | 75.             |
| 146             | Eduardo Sepúlveda (ARG)  | 18.             |
| 147             | Jonas Gregaard (DEN)     | 62.             |

| EF Education-EasyPost EFE | EF Education-EasyPost EFE           | EF Education-EasyPost EFE |
| ------------------------- | ----------------------------------- | ------------------------- |
| Nr.                       | Rytter                              | Placering                 |
| 151                       | Neilson Powless (USA)               | DNF-7                     |
| 152                       | Owain Doull (GBR)                   | 59.                       |
| 153                       | Lukas Nerurkar (GBR)                | DNS-6                     |
| 154                       | Sean Quinn (USA) (landevej)         | 39.                       |
| 155                       | Darren Rafferty (IRL) (enkeltstart) | 29.                       |
| 156                       | Jonas Rutsch (GER)                  | 60.                       |
| 157                       | Harry Sweeny (AUS)                  | DNS-6                     |

| Intermarché-Wanty IWA | Intermarché-Wanty IWA  | Intermarché-Wanty IWA |
| --------------------- | ---------------------- | --------------------- |
| Nr.                   | Rytter                 | Placering             |
| 161                   | Louis Meintjes (RSA)   | 14.                   |
| 162                   | Vito Braet (BEL)       | DNF-8                 |
| 163                   | Kobe Goossens (BEL)    | DNS-6                 |
| 164                   | Hugo Page (FRA)        | 93.                   |
| 165                   | Tom Paquot (BEL)       | DNS-8                 |
| 166                   | Adrien Petit (FRA)     | DNF-3                 |
| 167                   | Georg Zimmermann (GER) | 50.                   |

| Team Jayco AlUla JAY | Team Jayco AlUla JAY          | Team Jayco AlUla JAY |
| -------------------- | ----------------------------- | -------------------- |
| Nr.                  | Rytter                        | Placering            |
| 171                  | Chris Harper (AUS)            | DNS-4                |
| 172                  | Davide De Pretto (ITA)        | 72.                  |
| 173                  | Luke Durbridge (AUS)          | DNS-5                |
| 174                  | Christopher Juul-Jensen (DEN) | DNS-7                |
| 175                  | Jan Maas (NED)                | 68.                  |
| 176                  | Blake Quick (AUS)             | DNS-7                |
| 177                  | Callum Scotson (AUS)          | 13.                  |

| Alpecin-Deceuninck ADC | Alpecin-Deceuninck ADC | Alpecin-Deceuninck ADC |
| ---------------------- | ---------------------- | ---------------------- |
| Nr.                    | Rytter                 | Placering              |
| 181                    | Lars Boven (NED)       | DNF-3                  |
| 182                    | Tobias Bayer (AUT)     | 79.                    |
| 183                    | Juri Hollmann (GER)    | 65.                    |
| 184                    | Xandro Meurisse (BEL)  | 47.                    |
| 185                    | Jason Osborne (GER)    | 63.                    |
| 186                    | Jensen Plowright (AUS) | DNF-8                  |
| 187                    | Luca Vergallito (ITA)  | 67.                    |

| Astana Qazaqstan Team AST | Astana Qazaqstan Team AST | Astana Qazaqstan Team AST |
| ------------------------- | ------------------------- | ------------------------- |
| Nr.                       | Rytter                    | Placering                 |
| 191                       | Lorenzo Fortunato (ITA)   | 31.                       |
| 192                       | Anthon Charmig (DEN)      | DNF-7                     |
| 193                       | Michele Gazzoli (ITA)     | 90.                       |
| 194                       | Anton Kuzmin (KAZ)        | 69.                       |
| 195                       | Ide Schelling (NED)       | DNF-8                     |
| 196                       | Harold Tejada (COL)       | DNS-8                     |
| 197                       | Santiago Umba (COL)       | DNS-7                     |

| Israel-Premier Tech IPT | Israel-Premier Tech IPT       | Israel-Premier Tech IPT |
| ----------------------- | ----------------------------- | ----------------------- |
| Nr.                     | Rytter                        | Placering               |
| 201                     | Chris Froome (GBR)            | 81.                     |
| 202                     | Jakob Fuglsang (DEN)          | 24.                     |
| 203                     | Derek Gee (CAN) (enkeltstart) | 3.                      |
| 204                     | Mason Hollyman (GBR)          | DNF-7                   |
| 205                     | Hugo Houle (CAN)              | 64.                     |
| 206                     | Krists Neilands (LAT)         | 25.                     |
| 207                     | Dylan Teuns (BEL)             | 21.                     |

| Q36.5 Pro Cycling Team Q36 | Q36.5 Pro Cycling Team Q36 | Q36.5 Pro Cycling Team Q36 |
| -------------------------- | -------------------------- | -------------------------- |
| Nr.                        | Rytter                     | Placering                  |
| 211                        | Mark Donovan (GBR)         | DNF-8                      |
| 212                        | Filippo Conca (ITA)        | DNF-7                      |
| 213                        | Alessandro Fancellu (ITA)  | 35.                        |
| 214                        | Carl Fredrik Hagen (NOR)   | 23.                        |
| 215                        | Tobias Ludvigsson (SWE)    | DNF-8                      |
| 216                        | Nicolò Parisini (ITA)      | 83.                        |
| 217                        | James Whelan (AUS)         | DNF-1                      |